# محسن شياوري
محسن شياوري (مواليد 15 يناير 1989) لاعب ألعاب قوى مغربي متخصص في القفز بالزانة. بطل أفريقي مرتين في هذا الحدث، أفضل رقم شخصي له هو 5.20 متر.

## مسيرتها
وُلد شياوري في مدينة وجدة شرق المغرب، ظهر لأول مرة في دورة الألعاب العربية 2007، حيث احتل المركز السادس. فاز بالميدالية الذهبية في بطولة أفريقيا لألعاب القوى 2008 بعد أن حقق ما علوه 4.80 متر، متغلبًا على العشاري العربي بورعدة وويليم كيرتزن..
لم ينافس في عامي 2009 و 2010، لكنه عاد ليحتل المركز التاسع في دورة الألعاب العسكرية 2011، وكان في المركز الثاني في البطولة العربية لألعاب القوى، ثم حصل على الميدالية الذهبية في دورة الألعاب العربية 2011. فاز بميداليته الذهبية الثانية في بطولة أفريقيا لألعاب القوى 2012، بعد أن حقق ما علوه 5.10 متر.
في عام 2016، أثبت الفحوصات تعاطيه لمُنشّط ستانوزولول (Stanozolol)، وحُرم من المنافسة لمدة أربع سنوات بين 30 أبريل 2016 و9 يونيو 2020.

## روابط خارجية
- محسن شياوري على موقع الاتحاد الدولي لألعاب القوى (الإنجليزية)